# Scheibenläufermotor

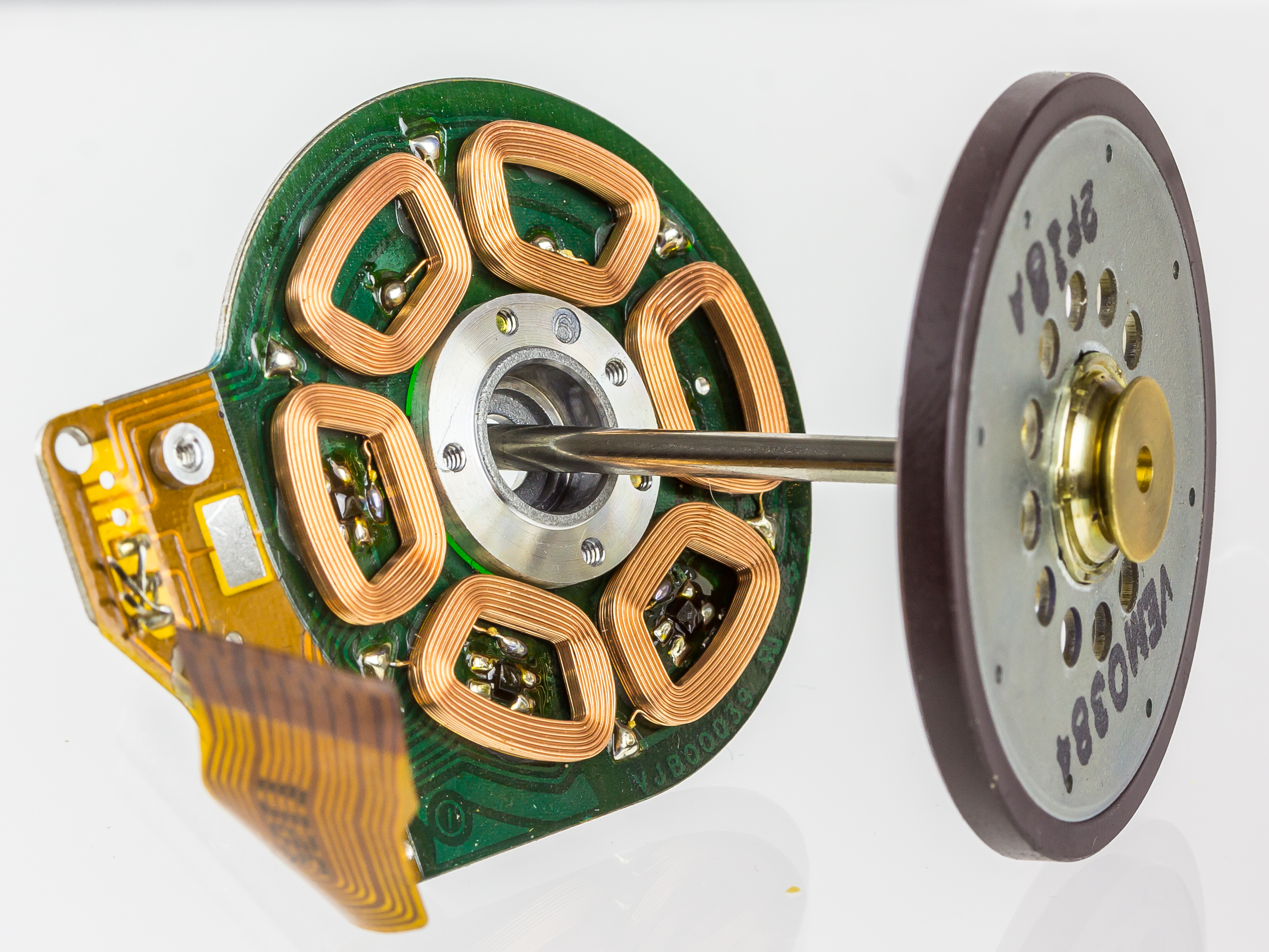
Geöffneter bürstenloser Scheibenläufermotor

Ein Scheibenläufermotor bzw. Axialflussmotor (englisch axial flux motor, pancake motor, disc motor, printed motor), ist ein Elektromotor, dessen Rotor (Läufer) die Form einer Scheibe hat. Die stromdurchflossenen Wicklungen haben beispielsweise die Form einer Scheibe und sind kernlos, das bedeutet in diesem Zusammenhang ohne Eisenkern. Scheibenläufer sind dadurch charakterisiert, dass das Magnetfeld parallel zur Drehachse verläuft. Der Durchmesser der Motoren ist größer als deren Länge. Scheibenförmige Motoren sind jedoch nicht immer Scheibenläufer wie beispielsweise der Glockenanker-Motor.

## Scheibenläufermotoren mit eisenlosem Rotor

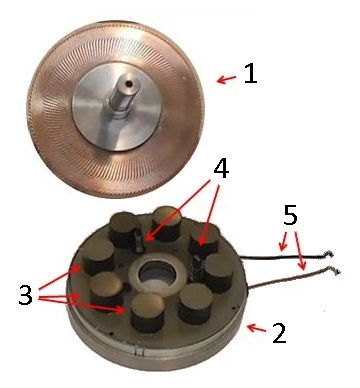
Scheibenläufer-Gleichstrommotor mit Bürsten (4)

Die Wicklungen sind auf einer dünnen Isolierschicht in Form von Leiterbahnen auf einer Leiterplatte ausgeführt oder bestehen aus massiveren Kupfer- oder Aluminiumleitern in Form von Drähten oder gestanzten Teilen. Die Scheibe läuft in einem engen Spalt zwischen Elektro- oder Permanentmagneten, die das Statorfeld erzeugen. Der magnetische Kreis wird über ein weichmagnetisches Material außerhalb der Scheibe geschlossen. Der elektrische Strom wird über Bürsten zugeführt; diese berühren im einfachsten Fall direkt die Scheibe an der Achse und am äußeren Umfang. Dieser Aufbau entspricht dem Prinzip einer Gleichstrommaschine.
Aluminium hat den Vorteil eines geringeren spezifischen Gewichts gegenüber Kupfer, weist aber eine schlechtere elektrische Leitfähigkeit auf. Bei gleichem elektrischen Widerstand hat der Aluminiumleiter ein größeres Volumen, aber ein geringeres Gewicht als ein Kupferleiter. Damit kann die Scheibe sehr leicht gebaut werden und weist ein geringes Trägheitsmoment auf. Scheibenläufermotoren können besonders rasch beschleunigen und abbremsen. Außerdem wirken nur dann magnetische Kräfte auf den Rotor, wenn die Scheibe von Strom durchflossen wird, es gibt kein Rastmoment, der Rotor des ausgeschalteten Motors hat also keine Vorzugsstellungen. Scheibenläufermotoren laufen auch bei niedrigen Drehzahlen sehr gleichmäßig. In vielen Fällen kann auf ein Getriebe zur Untersetzung verzichtet werden, weil aufgrund des relativ großen Durchmessers das Verhältnis zwischen Drehmoment und Drehzahl hoch ist.
Ein weiterer Vorteil von Scheibenläufermotoren liegt in der hohen Leistungsdichte, die durch die dünne Bauweise der Wicklungen auf der Scheibe ermöglicht wird. Dadurch sind die Wicklungen durch die große Oberfläche gut gekühlt und können mit hohen elektrischen Stromdichten betrieben werden. Allerdings ist die Wärmekapazität der Scheibe gering, daher besteht bei kurzzeitiger Überlastung eher die Gefahr einer Zerstörung durch den Temperaturanstieg als bei Elektromotoren mit Stabanker, bei denen das Eisen des Rotors Wärmeenergie aufnehmen kann.
Eine Anordnung, bei der die Spulen statt als Scheibe in Form eines Zylinders ausgebildet sind, ist als Glockenläufer- oder Glockenankermotor bekannt. Zwischen beiden besteht außer der Feldorientierung kein prinzipieller Unterschied.
Eisenlose Glocken- und Scheibenläufer werden meist aus Backlackdraht hergestellt. Dieser trägt zwei Isolationsschichten unterschiedlichen thermischen Verhaltens, die Wicklung lässt sich daher ohne Isolationsschäden in Form pressen und thermisch stabilisieren („backen“). Eine weitere Variante ist die Herstellung der Spulen bzw. des Läufers als Leiterplatte.
Eisenlose Glocken- und Scheibenläufer haben aufgrund des fehlenden Eisenkerns und der damit verringerten Eisenverluste im Vergleich zu Maschinen, die Wicklungen mit Eisenkern verwenden, unter bestimmten Bedingungen (hohe Drehzahl, geringe Belastung) einen höheren Wirkungsgrad.

## Bürstenlose Scheibenläufermotoren
Der Begriff Scheibenläufermotor wird auch für Motoren verwendet, bei denen die Scheibe ein Permanentmagnet ist, und feststehende Spulen auf einer Seite (oder beiden Seiten) der Scheibe ein Magnetfeld erzeugen; gegenüber den oben behandelten Scheibenläufern mit eisenlosem Rotor ist also Rotor und Stator vertauscht. Der Vorteil dieser Anordnung liegt darin, dass keine Bürsten zur Stromzuführung auf den Rotor benötigt werden und der Motor damit leiser wie auch zuverlässiger wird. Der Nachteil ist die höhere Masse des Permanentmagneten und damit eine geringere Beschleunigung. Bürstenlose Scheibenläufer sind Synchronmotoren, oder auch Schrittmotoren, und stellen eine Bauform des bürstenlosen Gleichstrommotors mit elektronischer Kommutierung dar.

## Anwendungen
Scheibenläufermotoren wurden für dynamische Regelaufgaben, z. B. bei Servomotoren entwickelt. Scheibenläufer werden auch für Elektrofahrräder und Elektroautos hergestellt. Wegen der hohen Drehmomentdichte werden sie oft bei Elektroflugzeugen eingesetzt. Kleine bürstenlose Scheibenläufermotoren sind in zahlreichen Geräten zu finden, z. B. drehzahlstabiler Bandantrieb in Videorekordern und Diskettenlaufwerken. Auch sind sie in dünnen Lüftern zu finden. Scheibenläufermotoren sind für Leistungen von wenigen W bis über 10 kW erhältlich.
Scheibenläufer können auch als Generatoren eingesetzt werden (Scheibenläufer-Generator).